# Rhagoletis adusta
Rhagoletis adusta
 es una especie de insecto del género Rhagoletis de la familia Tephritidae del orden Diptera. Foote la describió en el año 1981.